# Годфри (тауншип, Миннесота)
Годфри (англ. Godfrey) — тауншип в округе Полк, Миннесота, США. На 2000 год его население составило 327 человек.

## География
По данным Бюро переписи населения США площадь тауншипа составляет 93,1 км², из которых 89,3 км² занимает суша, а 3,8 км² — вода (4,12 %).

## Демография
По данным переписи населения 2000 года здесь находились 327 человек, 124 домохозяйства и 98 семей.  Плотность населения —  3,7 чел./км².  На территории тауншипа расположена 291 постройка со средней плотностью 3,3 построек на один квадратный километр. Расовый состав населения: 99,39 % белых и 0,61 % приходится на две или более других рас.
Из 124 домохозяйств в 31,5 % воспитывались дети до 18 лет, в 73,4 % проживали супружеские пары, в 4,8 % проживали незамужние женщины и в 20,2 % домохозяйств проживали несемейные люди. 16,9 % домохозяйств состояли из одного человека, при том 9,7 % из — одиноких пожилых людей старше 65 лет. Средний размер домохозяйства — 2,64, а семьи — 2,96 человека.
24,5 % населения — младше 18 лет, 8,3 % — в возрасте от 18 до 24 лет, 19,0 % — от 25 до 44, 27,5 % — от 45 до 64, и 20,8 % — старше 65 лет. Средний возраст — 44 года. На каждые 100 женщин приходилось 100,6 мужчин.  На каждые 100 женщин старше 18 приходилось 97,6 мужчин.
Средний годовой доход домохозяйства составлял 42 273 доллара, а средний годовой доход семьи —  47 500 долларов. Средний доход мужчин —  29 583  доллара, в то время как у женщин — 26 667. Доход на душу населения составил 25 283 доллара. За чертой бедности находились 2,2 % семей и 1,9 % всего населения тауншипа, из которых 4,2 % старше 65 лет.